# Ley
Pour les articles homonymes, voir Ley (homonymie).
Ley est une commune française située dans le département de la Moselle, en région Grand Est.

## Géographie

### Communes limitrophes
|          | Juvelize | Donnelay |
| Lezey    | Ley      |          |
| Moncourt |          | Ommeray  |

### Hydrographie
La commune est située dans le bassin versant du Rhin au sein du bassin Rhin-Meuse. Elle est drainée par le canal de flottage des Salines, le ruisseau de la Saline, le ruisseau de la Prele, le ruisseau de Nazin Pre, le ruisseau de Nevoine et le ruisseau de Valchematte.
Le canal de flottage des Salines, d'une longueur totale de 15,8 km, prend sa source dans la commune de Bourdonnay et se jette dans la Seille en limite de Marsal et de Moyenvic, après avoir traversé huit communes.

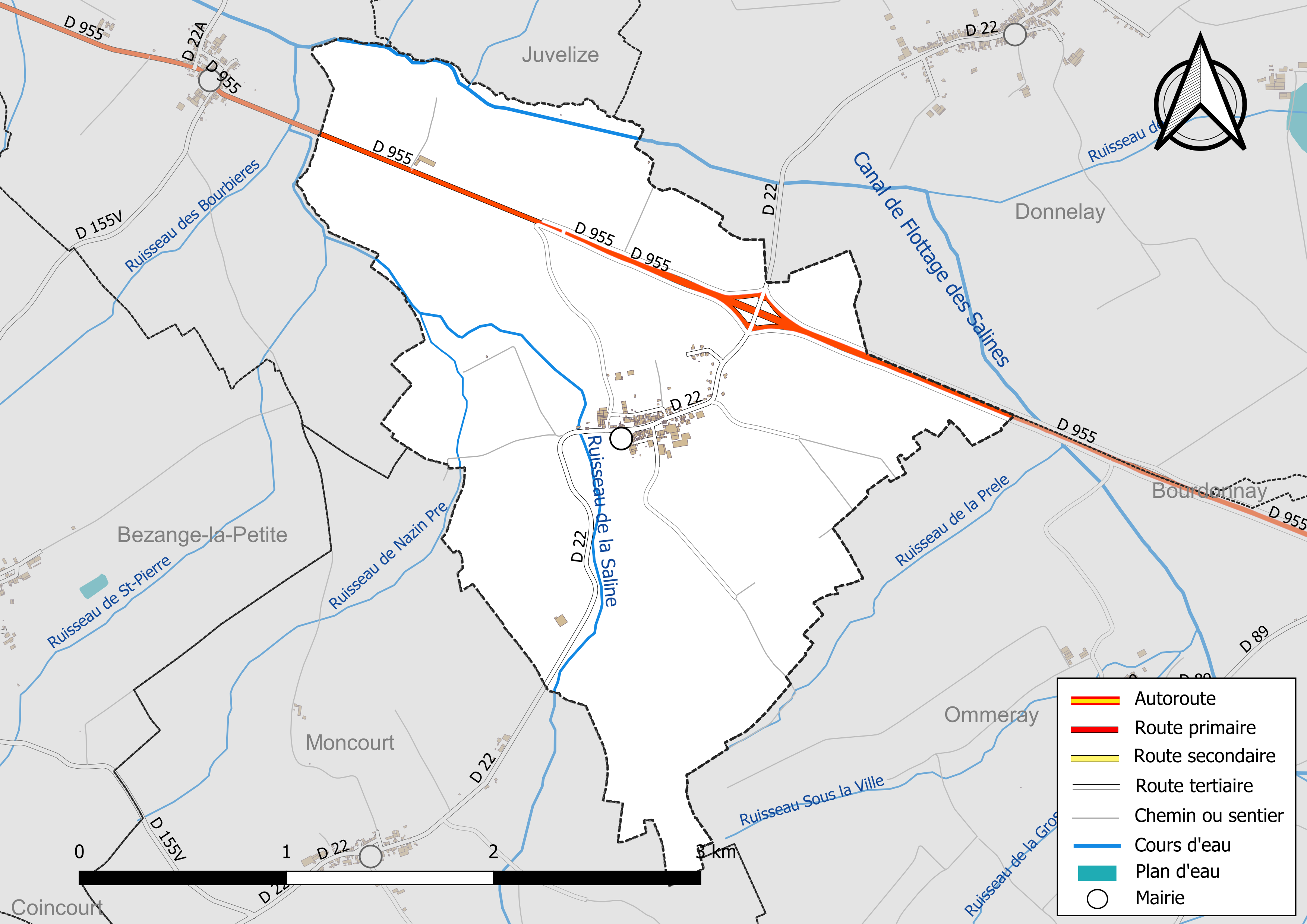
Réseaux hydrographique et routier de Ley.

La qualité des eaux des principaux cours d’eau de la commune, notamment du canal de Flottage des Salines, peut être consultée sur un site spécial géré par les agences de l’eau et l’Agence française pour la biodiversité.

### Climat
Pour des articles plus généraux, voir Climat du Grand Est et Climat de la Moselle.
En 2010, le climat de la commune est de type climat des marges montargnardes, selon une étude du Centre national de la recherche scientifique s'appuyant sur une série de données couvrant la période 1971-2000. En 2020, Météo-France publie une typologie des climats de la France métropolitaine dans laquelle la commune est exposée à un climat semi-continental et est dans la région climatique  Lorraine, plateau de Langres, Morvan, caractérisée par un hiver rude (1,5 °C), des vents modérés et des brouillards fréquents en automne et hiver. 
Pour la période 1971-2000, la température annuelle moyenne est de 9,9 °C, avec une amplitude thermique annuelle de 17,2 °C. Le cumul annuel moyen de précipitations est de 869 mm, avec 12 jours de précipitations en janvier et 9,1 jours en juillet. Pour la période 1991-2020, la température moyenne annuelle observée sur la station météorologique de Météo-France la plus proche, « Rodalbe », sur la commune de Rodalbe à 20 km à vol d'oiseau, est de 10,6 °C et le cumul annuel moyen de précipitations est de 737,2 mm. 
La température maximale relevée sur cette station est de 38,7 °C, atteinte le 24 juillet 2019 ; la température minimale est de −18,1 °C, atteinte le 26 décembre 2010,,. 
Les paramètres climatiques de la commune ont été estimés pour le milieu du siècle (2041-2070) selon différents scénarios d'émission de gaz à effet de serre à partir des nouvelles projections climatiques de référence DRIAS-2020. Ils sont consultables sur un site spécial publié par Météo-France en novembre 2022.

## Urbanisme

### Typologie
Au 1er janvier 2024, Ley est catégorisée commune rurale à habitat dispersé, selon la nouvelle grille communale de densité à sept niveaux définie par l'Insee en 2022.
Elle est située hors unité urbaine. Par ailleurs la commune fait partie de l'aire d'attraction de Dieuze, dont elle est une commune de la couronne,. Cette aire, qui regroupe 31 communes, est catégorisée dans les aires de moins de 50 000 habitants,.

### Occupation des sols
L'occupation des sols de la commune, telle qu'elle ressort de la base de données européenne d’occupation biophysique des sols Corine Land Cover (CLC), est marquée par l'importance des territoires agricoles (95 % en 2018), en diminution par rapport à 1990 (100 %). La répartition détaillée en 2018 est la suivante :
terres arables (39,8 %), prairies (39,1 %), zones agricoles hétérogènes (16,1 %), zones urbanisées (5 %). L'évolution de l’occupation des sols de la commune et de ses infrastructures peut être observée sur les différentes représentations cartographiques du territoire : la carte de Cassini (XVIIIe siècle), la carte d'état-major (1820-1866) et les cartes ou photos aériennes de l'IGN pour la période actuelle (1950 à aujourd'hui).

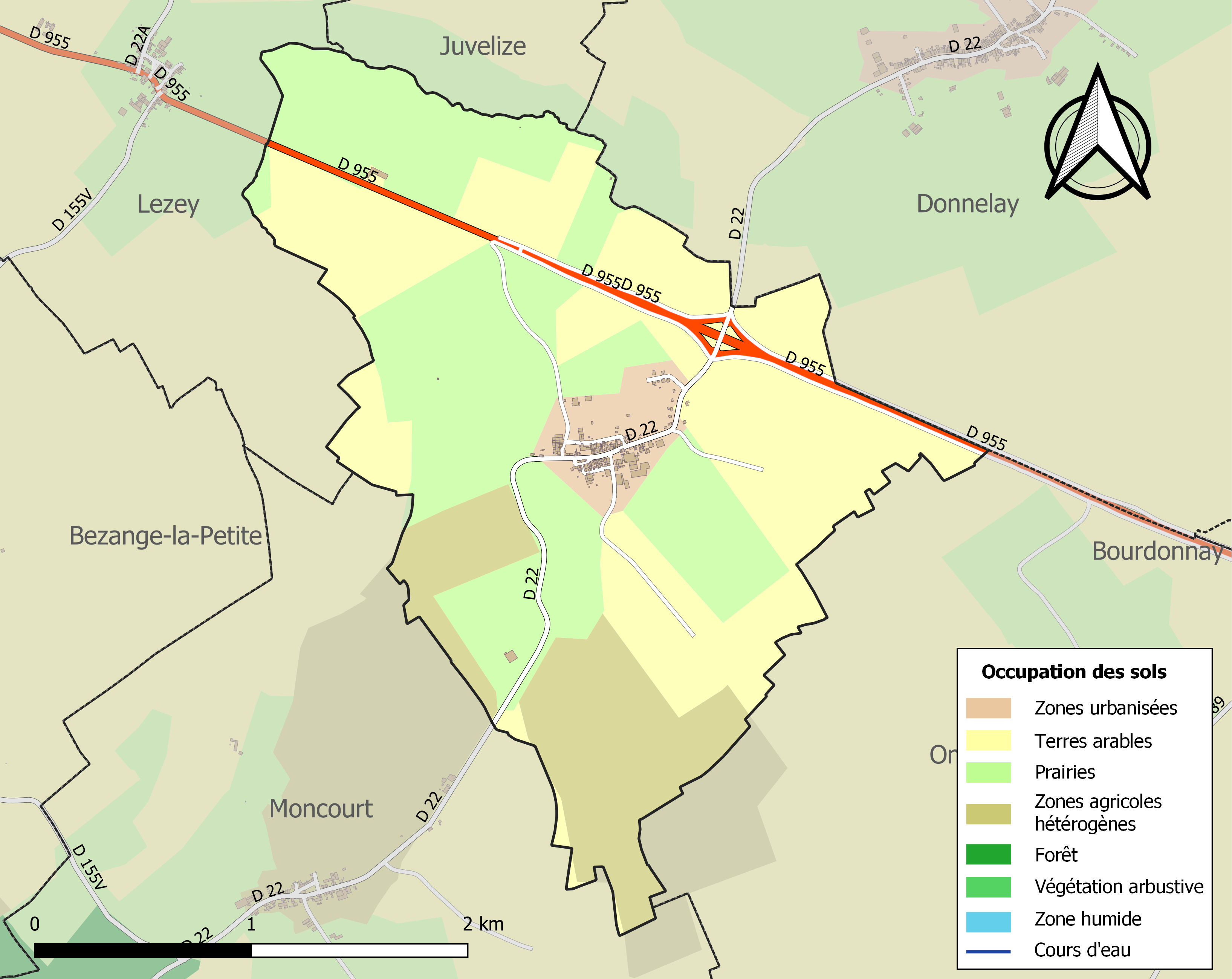
Carte des infrastructures et de l'occupation des sols de la commune en 2018 (CLC).

## Toponymie
- La toponymie du lieu vient du nom de personne latin Laius avec le suffixe -acum. On trouve ainsi la dénomination Laiacum en 875[14].
- Ecclesia de Lara (1178), Layre (1302), Lel (1524), Leel (1553), Lay (1801), Leyen (1940–1944).

## Histoire
Le village de Ley est ancien : il en est question dès l'année 1118 dans un acte qui ordonne que les dîmes de Ley appartiendraient au curé de l'église Saint-Pierre de Fénétrange. Le village était du domaine des évêques de Metz : il répondait au bailliage de Vic, et la châtellenie de Lagarde, généralité et parlement de Metz, avec les coutumes de l'évêché.
Les anciennes salines de Saleaux, à la limite de la commune de Lezey, appartenait à l'abbaye de Salival.

## Politique et administration
| Période                                  | Période  | Identité                | Étiquette | Qualité |
| ---------------------------------------- | -------- | ----------------------- | --------- | ------- |
| mars 1989                                | ?        | Jean-Michel Merel       |           |         |
| mai 2020                                 | En cours | Marie-Christine Fouquet |           |         |
| Les données manquantes sont à compléter. |          |                         |           |         |

## Démographie
L'évolution du nombre d'habitants est connue à travers les recensements de la population effectués dans la commune depuis 1793. Pour les communes de moins de 10 000 habitants, une enquête de recensement portant sur toute la population est réalisée tous les cinq ans, les populations de référence des années intermédiaires étant quant à elles estimées par interpolation ou extrapolation. Pour la commune, le premier recensement exhaustif entrant dans le cadre du nouveau dispositif a été réalisé en 2007.

En 2022, la commune comptait 107 habitants, en évolution de +5,94 % par rapport à 2016 (Moselle : +0,52 %, France hors Mayotte : +2,11 %).
| 1793 | 1800 | 1806 | 1821 | 1831 | 1836 | 1841 | 1846 | 1851 |
| ---- | ---- | ---- | ---- | ---- | ---- | ---- | ---- | ---- |
| 200  | 194  | 226  | 277  | 307  | 348  | 346  | 329  | 317  |

| 1856 | 1861 | 1871 | 1875 | 1880 | 1885 | 1890 | 1895 | 1900 |
| ---- | ---- | ---- | ---- | ---- | ---- | ---- | ---- | ---- |
| 326  | 308  | 287  | 278  | 248  | 234  | 238  | 210  | 214  |

| 1905 | 1910 | 1921 | 1926 | 1931 | 1936 | 1946 | 1954 | 1962 |
| ---- | ---- | ---- | ---- | ---- | ---- | ---- | ---- | ---- |
| 198  | 196  | 157  | 149  | 151  | 142  | 114  | 115  | 119  |

| 1968 | 1975 | 1982 | 1990 | 1999 | 2006 | 2007 | 2012 | 2017 |
| ---- | ---- | ---- | ---- | ---- | ---- | ---- | ---- | ---- |
| 107  | 104  | 104  | 104  | 106  | 109  | 109  | 105  | 97   |

| 2022 | - | - | - | - | - | - | - | - |
| ---- | - | - | - | - | - | - | - | - |
| 107  | - | - | - | - | - | - | - | - |

## Culture locale et patrimoine

### Lieux et monuments

#### Édifice religieux
- Église Saint-Martin de 1840.

### Personnalités liées à la commune
- Lisa Barbelin, née en 2000 à Ley, championne d'Europe en tir à l'arc en 2021 et médaillée de bronze aux Jeux olympiques de Paris 2024.

### Héraldique
| Blason de Ley | Blason  | De gueules à deux clefs d'or passées en sautoir, au dextrochère de carnation, vêtu d'azur mouvant d'une nuée d'argent, tenant une épée du même, garnie d'or, brochant sur le tout. |
| Blason de Ley | Détails | Le statut officiel du blason reste à déterminer. |